# Capilla Nº1
La Capilla Nº1
 (en inglés: Chapel No. 1; también llamada Capilla Conmemorativa Eisenhower o bien Eisenhower Memorial Chapel) es una capilla histórica ubicada en la antigua base aérea de Lowry en Denver, en el estado de Colorado, en el oeste de los Estados Unidos. Construida en 1941, fue incluida en el Registro Nacional de Lugares Históricos en 1982.